# Дигідроксіацетонфосфат
Дигідроксіацетонфосфат також гліцеронфосфат — є аніоном з формулою HOCH2C(O)CH2OPO32-. Цей аніон бере участь у багатьох метаболічних шляхах, включаючи цикл Кальвіна в рослинах і гліколіз. Це фосфатний ефір дигідроксіацетону.

## Роль у гліколізі
Дигідроксіацетонфосфат бере участь у метаболічному шляху гліколізу і є одним із двох продуктів розпаду 1,6-бісфосфату фруктози разом із 3-фосфатом гліцеральдегіду. Він швидко і оборотно ізомеризується до 3-фосфату гліцеральдегіду.

## Роль в інших шляхах
У циклі Кальвіна DHAP є одним із продуктів шестикратного відновлення 1,3-бісфосфогліцерату NADPH. Він також використовується в синтезі седогептулозо-1,7-бісфосфату та фруктози-1,6-бісфосфату, обидва з яких використовуються для перетворення рибулозо-5-фосфату, «ключового» вуглеводу циклу Кальвіна.